# عربية مسنمة
عربية مسنمة (الاسم العلمي: Arabis turrita) هي نوع من النباتات تتبع جنس العربية من الفصيلة الكرنبية.